# João Félix
João Félix Sequeira, född 10 november 1999 i Viseu, är en portugisisk fotbollsspelare som spelar för Al Nassr.

## Klubbkarriär
Den 3 juli 2019 värvades Félix av Atlético Madrid, där han skrev på ett sjuårskontrakt.
Den 11 januari 2023 värvades Félix av Chelsea på ett halvårslån. I sin debut för Chelsea mot Fulham blev Félix utvisad i den andra halvleken och därmed avstängd i de tre kommande matcherna.  Den 1 september 2023 lånades han ut till FC Barcelona på ett säsongslån.
Den 21 augusti 2024 återvände Félix till Chelsea, där han skrev på ett sjuårskontrakt.
Den 2 februari 2025 meddelande AC Milan att Félix anslutit via lån från Chelsea resten av säsongen 2024/2025.

## Landslagskarriär
Félix debuterade för Portugals landslag den 5 juni 2019 i en 3–1-vinst över Schweiz, där han blev inbytt i den 70:e minuten mot Gonçalo Guedes.